# Südwest
| Nordwest | Norden  | Nordost |
| Westen   | Kompass | Osten   |
| Südwest  | Süden   | Südost  |

Der Begriff Südwest oder Südwesten (Abkürzung SW) bezeichnet eine Nebenhimmelsrichtung, die die Winkelhalbierende zwischen den Richtungen Süd und West darstellt. Im Sinn eines Azimuts oder eines Kurses hat Südwesten genau 225 Grad. Die Sonne befindet sich um 15:00 Uhr (Sonnenzeit) etwa im Südwesten (abhängig von Standort und Jahreszeit). Das Adjektiv dazu ist südwestlich.